# Zenon Komender

Zenon Komender

Zenon Komender (21 oktober 1923 - 12 april 1993), was een Poolse politicus.
Hij studeerde aan de polytechnische school van Warschau en sloot zich aan bij de rooms-katholieke PAX-Vereniging. Sedert 1965 was hij lid van het Presidium van de PAX-Vereniging. Van 1980 tot 1982 was hij vicevoorzitter, en van 1982 tot 1989 voorzitter van de PAX-Vereniging. Komender was van 1969 tot 1989 lid van de Sejm (parlement) en was van 1982 tot 1985 vicepremier van Polen (tijdens het Jaruzelski-bewind). Hij werd in 1985 lid van de Staatsraad. 
- Bibliothèque nationale de France: cb12172545w (data)
- Gemeinsame Normdatei: 170860264
- International Standard Name Identifier: 0000 0000 7820 1989
- Library of Congress Control Number: n88273071
- Nationale Bibliotheek van Polen: a0000001084451
- Virtual International Authority File: 101930382
- WorldCat: E39PBJrCcRmh9W8RMw9h3jgdwC